# Campanha de Galgala
A campanha de Galgala foi uma campanha militar da região autônoma de Puntlândia, na Somália, que ocorreu de 8 de agosto até 1 de outubro de 2014. O objetivo era recuperar o controle das colinas de Galgala, que haviam caído para o comandante da al-Shabaab, ligado à al-Qaeda, xeique Mohamed Said Atom e sua milícia.

## Antecedentes
Atom estava envolvido no contrabando de armas de Puntlândia para combatentes da al-Shabaab no sul da Somália e foi implicado em incidentes de pirataria, sequestro e terrorismo.

## Campanha
A campanha começou em 8 de agosto, em resposta a um ataque do al-Shabaab em 26 de julho, que deixou dois soldados de Puntlândia mortos. Em resposta à repressão, a al-Shabaab lançou vários atentados contra centros civis como na cidade de Bosaso. A campanha terminou quando as forças de Puntlândia tomaram as aldeias de Dhagah Barur, Dhagahdheer e Dindigle no dia 17 de outubro. Dindigle foi o último reduto da al-Shabaab na região.
Em 2010, 150 dos homens de Atom teriam desertado e ingressado na Agência de Inteligência de Puntland. Fontes militares informaram que Atom “fugiu antes do início da guerra de Galgala” e deixou seus companheiros para enfrentar as tropas de Puntlândia sozinhos.” Acreditava-se que Atom havia fugido para Burao, a segunda maior cidade da Somalilândia. O chefe de polícia de Burao, Abdirahman Fohle, realizou incursões para procurar militantes ligados à al-Shabaab. Ele negou relatos de que Atom estava se escondendo na área, mas afirmou que iria prender “ele ou qualquer outra pessoa que seja uma ameaça à segurança regional”.
No dia 17 de março de 2014, o comandante das Forças de Segurança de Puntlândia em Galgala, o Coronel  Jama Said Warsame “Afguduud”, foi assassinado durante a tarde em um ataque bombista nos arredores de Bosaso. Afguduud, juntamente com três de seus guardas de segurança, foram levados às pressas para o hospital mais próximo, no entanto, ele sucumbiu aos ferimentos críticos sofridos pelo ataque e morreu. De acordo com o porta-voz da al-Shabaab, xeique Ali Dheere, o ataque foi resultado de uma investida planejada por muito tempo.
No dia 7 de Junho de 2014, o Ministério da Informação anunciou que Atom tinha concordado em desertar da al-Shabaab. De acordo com o ministério do governo federal, Atom acusou Ahmed Godane, o líder da al-Shabaab de ter uma agenda estrangeira. "Eu gostaria de declarar que a partir de hoje decidi resolver minhas questões religiosas e políticas através de meios e entendimento pacíficos", disse Atom, segundo o governo.
Em 1 de outubro de 2014, as forças de Puntlândia recapturaram o último reduto da al-Shabaab em Galgala. Segundo Abdiweli Hirsi Abdille, o Ministro da Informação de Puntlândia, as tropas capturaram a região de Galgala em uma ofensiva matinal. A ofensiva durou duas horas, forçando os insurgentes a recuarem.

## Resultado
Em 3 de outubro de 2014, o governo de Puntlândia divulgou um comunicado acusando a al-Shabaab de ter destruído comunidades agrícolas em Galgala e assentamentos próximos, incluindo fazendas históricas que resultaram em pessoas deslocadas internamente.